# رنان بویاتی
رنان بویاتی (انگلیسی: Renan Buiatti؛ زادهٔ ۱۰ ژانویهٔ ۱۹۹۰) یک بازیکن والیبال اهل برزیل است. رنان بویاتی در حال حاضر عضو تیم ملی والیبال برزیل و باشگاه راونا است. وی در ترکیب تیم برزیل دو مدال نقره لیگ جهانی ۲۰۱۲ و ۲۰۱۳ را تجربه کرد.